# Čekyně
Čekyně (německy Czekin) je vesnice, část statutárního města Přerova, Přerov VII – Čekyně ve stejnojmenném okrese. Nachází se asi 4,5 kilometru severozápadně od Přerova. Prochází zde silnice II/436. Přerov VII-Čekyně leží v katastrálním území Čekyně o rozloze 4,1 km².
Nadmořská výška kolísá mezi 249 a 284 metrů na zámeckém kopci, avšak nejvyšším místem obce je lokalita ulice Vinohrádky s nadmořskou výškou až 295 metrů.

## Název
Jméno vesnice bylo odvozeno od osobního jména Ček, jehož starší tvar Čěk byl domáckou podobou jména Čěrad nebo Čěmír. Význam místního jména byl "Čekova ves".

## Historie
První písemná zmínka o vesnici pochází z roku 1318.

## Obyvatelstvo
| Rok            | 1869 | 1880 | 1890 | 1900 | 1910 | 1921 | 1930 | 1950 | 1961 | 1970 | 1980 | 1991 | 2001 | 2011 | 2021 |
| -------------- | ---- | ---- | ---- | ---- | ---- | ---- | ---- | ---- | ---- | ---- | ---- | ---- | ---- | ---- | ---- |
| Počet obyvatel | 482  | 497  | 515  | 543  | 546  | 586  | 692  | 709  | 785  | 778  | 735  | 674  | 634  | 675  | 649  |
| Počet domů     | 73   | 81   | 86   | 90   | 94   | 107  | 129  | 177  | 185  | 195  | 194  | 215  | 224  | 243  | 243  |

## Obecní správa
Při sčítání lidu v letech 1869–1979 Čekyně bylo samostatnou obcí, se kterým patřilo nejprve do okrese Kroměříž, ale v letech 1880–1979 v okrese Přerov. Od 1. ledna 1980 je částí statutárního města Přerov ve stejnojmenném okrese.

## Pamětihodnosti
- Zámek Čekyně
- Kaple Panny Marie
- Pravěké hradiště z období lužické kultury a z pozdní doby bronzové